# Intréville
Intréville település Franciaországban, Eure-et-Loir megyében. Lakosainak száma 121 fő (2022. január 1.). Intréville Angerville és Gommerville községekkel határos.

## Népesség
A település népességének változása:
| Lakosok száma | 134  | 141  | 144  | 134  | 130  | 138  | 145  | 148  | 139  | 121  |
|               | 1968 | 1982 | 1990 | 2006 | 2013 | 2015 | 2017 | 2019 | 2020 | 2022 |